# Toru Nakamura
Toru Nakamura  (Japans: 中村 透, Nakamura Tōru) (Hokkaido, 22 december 1946) is een Japans componist en muziekpedagoog.

## Levensloop
Nakamura studeerde compositie onder andere bij Saburo Takata en Yuzuru Shimaoka aan het Kunitachi College of Music in Tokio en voltooide zijn studies aldaar met de promotie tot Doctor of Arts. Hij werd professor in muziek aan de Universiteit van de Ryukyus in Nishihara (Okinawa) en werd aldaar decaan van de faculteit voor opleiding. Vanaf 1994 tot 2006 was hij artistiek directeur van de "Cultural Center Sugar Hall" te Sashiki (nu: Nanjo).
Als componist won hij verschillende prijzen voor zijn oeuvre. 

## Composities

### Werken voor orkest
- 1998 Control posts
- 2001 Sunshine
- Route is impossible

### Werken voor harmonieorkest
- 1973 Elegy, voor harmonieorkest
- 1975 Bangamuri, prelude voor harmonieorkest
- 1979 Scene I on Okinawa Song "Firefly"
- 1979 Scene II on Okinawa Songs
- 1982 Sublimitation, concerto voor houtblazers, koperblazers en slagwerkers
- 2005 Lekio Hymunus

### Muziektheater

#### Opera's
| Voltooid in | titel                                      | aktes | première                               | libretto |
| ----------- | ------------------------------------------ | ----- | -------------------------------------- | -------- |
| 1987        | Bank Robbers                               |       |                                        |          |
| 1989        | Kirara, the Snow woman in the south island |       |                                        |          |
| 1990        | Kijimuna - Tokiwo kakeru                   |       |                                        |          |
| 1997        | Ball of the Dragon God                     |       | 1997 Kagawa National Cultural Festival |          |
| 1998        | Onbashira                                  |       |                                        |          |
| 2001        | Nikko                                      |       |                                        |          |

### Vocale muziek

#### Werken voor koor
- Four Okinawa Songs, voor gemengd koor
- Prayer of MAHAE, voor gemengd koor

#### Liederen
- Popular songs from Yonaguni, voor zangstem en piano

### Kamermuziek
- 1979 Utage, voor zes trombones en wa-daiko
- 2006 Collage in C from Okinawan traditional songs, voor pianokwintet
- Okinawan Traditional Songs, voor strijkkwartet
  1. 　Tinsagu
  2. 　Jin Jin

### Werken voor orgel
- 1972 Trois Préludes

### Werken voor piano
- 1976 Parodia '76

## Publicaties
- Children and co-performer of the music heard in tacit cooperation Shin (1) (2), Bulletin of the Center for Educational Practice of the Ryukyus in 2006.
- Folk Songs, Okinawa, Okinawa Times Company, 2004.
- The situation and the outlook on the modern music in East Asia, voordracht tijdens een internationale conferentie van de "Kyushu Okinawa Society of Composers"